# Ліс (Фрисландія)
Ліс (нід. Lies) — село в нідерландській провінції Фрисландія. Входить до муніципалітету Терсхеллінг, розташоване у центральній частині однойменного острова. Його населення станом на 2017 рік складало 145 осіб.